# نكهة

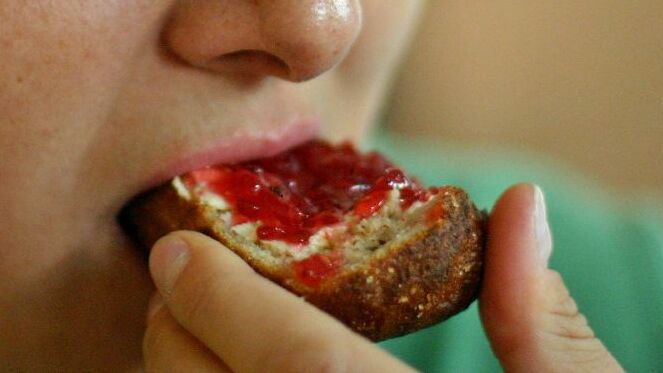

النكهة هو الانطباع الإحساسي للطعام على الإنسان، والذي يتحدد عن طريق الأثر الكيميائي لمواد الطعام بواسطة التذوق والشم. إن أثر المواد العطرية مهم جداً في تحديد النكهات. على سبيل المثال، إن الشخص المصاب بالزكام لا يستطيع التمييز بين النكهات.
يقوم العصب ثلاثي التوائم بنقل إشارات تأثير المواد الكيميائية في الفم والحلق واللسان، ويلعب دوراً مهماً في تحديد النكهة، بالإضافة إلى أثر درجة الحرارة وقوام الطعام. كما أن اللون يلعب دوراً مهماً في التأثير النفسي على النكهة المتوقعة لبعض الأطعمة.
تسمى المواد المضافة من أجل تحسين النكهة باسم المنكّهات، وهي إما أن تكون طبيعية أو صناعية.

## النكهات أو المنكهات
تتركز المنكهات على تغيير النكهات من المنتجات الغذائية الطبيعية مثل اللحوم والخضروات، أو خلق نكهة للمنتجات الغذائية التي لا تحتوي على النكهات المطلوبة مثل الحلوى والوجبات الخفيفة الأخرى. وتتركز معظم أنواع النكهات على الرائحة والطعم. يوجد عدد قليل من المنتجات التجارية لتحفيز هذه الحواس، لأن هذه هي النكهات الحادة عادةً كريهة.
وهناك ثلاثة أنواع رئيسية من المنكهات المستخدمة في الأطعمة:
| النوع                     | الوصف |
| النكهات الطبيعية          | النكهات التي يتم الحصول عليها من النباتات أو المواد الخام الحيوانية، من خلال عمليات فيزيائية، الميكروبيولوجية أو الأنزيمية. ويمكن أن تكون إما تستخدم في حالتها الطبيعية أو المصنعة للاستهلاك البشري، ولكن لا يمكن أن تحتوي على أي مواد الطبيعة مشابهة أو نكهات مصطنعة.               |
| ------------------------- | --- |
| المشابهة للنكهات الطبيعية | النكهات التي يتم الحصول عليها عن طريق انشاء أو عزل المواد من خلال العمليات الكيميائية، والتي هي كيميائيا ومتطابقة التقييم الحسى للنكهات الموجودة بشكل طبيعي في المنتجات المخصصة للاستهلاك البشري. وهي لا تحتوي على أي مواد منكهة إصطناعية.                                           |
| النكهات المصنعة           | النكهات التي لا تماثل النكهات التي تنتج طبيعيا ، وعادة ما يتم إنتاج هذه النكهات عن طريق التقطير التجزيئي أو بالتلاعبات الكيميائية وإضافة مواد كيميائية من مصادر طبيعية، نفط الخام أو الفحم القاري. وعلى الرغم من أنها تختلف كيميائيا، لكن في الخصائص الحسية هي نفس النكهات الطبيعية. |

النكهات الصناعية هي عدة مركبات طبيعية مجتمعة معا حتى تجعل النكهة الطبيعية أفضل , تشمل قائمة المنكهات مركبات جزيئية كثيرة تخلط معا لإنتاج العديد من النكهات و الهدف من هذه الخلطات هي تحسين نكهة المنتجات.

## التأثير على الصحة
في النكهات الطبيعية يوجد كمية مواد حافظة قليلة جدا بحيث لا تؤدي الي اثار صحية سيئة، ولكن وجود النكهات في الطعام يؤدي الي تحسين الطعم في الأغذية وارتباطه بالعادات الغذائية غير الصحية وبالتالي استهلاك الطعام بشكل أكبر من حاجة اجسامنا مما سيؤدي إلى زيادة الوزن .

## اقرأ أيضاً
- طعام
- تذوق